# Гипоспадия
Гипоспади́я — врожденная аномалия анатомического строения пениса человека, при которой отверстие мочеиспускательного канала (меатус) может как находиться на своём нормальном месте («гипоспадия без гипоспадии»), так и быть смещено вниз по вентральной поверхности, вплоть до нахождения вообще не на головке, а снизу на теле члена, на мошонке или в промежности. Сам пенис при этом может быть анатомически недоразвитым, изогнутым, маленьким, тонким или приросшим к мошонке.
В наиболее резко выраженных случаях гипоспадии (редкие сложные патологии) пенис настолько мал, тонок и приращён к мошонке, что возникают затруднения в дифференцировании гипоспадичного пениса с гипертрофированным клитором и возможны ошибки акушеров при определении паспортного пола ребёнка. Проблема определения акушерского пола при резко выраженной гипоспадии осложняется тем, что у мальчиков с гипоспадией нередко к моменту рождения яички ещё не спустились в мошонку либо очень малы и недоразвиты, а сама мошонка может иметь настолько резко выраженную продольную складку, что напоминает большие половые губы.
Гипоспадия сама по себе не является интерсексуальностью, но гипоспадии у мальчиков могут напоминать интерсексуальные состояния или сочетаться с ними (например, наряду с наличием гипоспадичного пениса и поперечно-складчатой мошонки может иметься слепое влагалище и так далее).
Частота гипоспадии составляет от 1:150 до 1:300 новорожденных мальчиков.

## Формы
В зависимости от расположения меатуса различают следующие формы гипоспадии:
- головчатая (меатус на головке полового члена)
- венечная (меатус на венечной борозде)
- стволовая (меатус на стволе полового члена)
- пено-скротальная (меатус в пено-скротальном угле)
- мошоночная (меатус в области мошонки)
- промежностная (меатус в области промежности).[3]

## Хирургическое лечение
Стандарт хирургического лечения гипоспадии:
- расположение меатуса на верхушке головки;
- свободное мочеиспускание широкой струей, направленной вперед и позволяющей мочиться стоя;
- физиологический внешний вид полового члена;
- отсутствие искривления и рубцов;
- сохранение чувствительности;
- удовлетворение результатами операции самого пациента и родителей.[4][5]

Средний возраст проведения оперативного лечения от 6 месяцев до 2 лет.
- Головчатая гипоспадия.